# Ґобустанський район
Ґобустанський район (азерб. Qobustan) — адміністративна одиниця на сході Азербайджану. Адміністративний центр – місто Ґобустан.

## Історія
Маразинський район існував у 1920-1930 роках, як адміністративна одиниця Азербайджану. У 1930 році був утворений Шемахинський район, до складу якого увійшла Мараза. В жовтні 1943 року Маразинський район відокремився від Шемахи й до 01.01.1960 проіснував як самостійний район. Востаннє Мараза відокремилась від Шемахи у квітні 1990 року, коли було створено Ґобустанський район.

## Адміністративний устрій
В районі діють створені 1999 року 26 муніципалітетів. 
- Ґобустанський міський муніципалітет,
- Бадаллі-Узумчунський,
- Баклакський,
- Джаїрлійський,
- Джамджамлі-Дамламаянський,
- Чаловський,
- Чуханликський,
- Дерекендський,
- Арабгадімський,
- Арабшалбаський,
- Арабшахвердикський,
- Гейдаракський,
- Хілміллі-Шихларський,
- Єкаханайський,
- Караджузлукський,
- Гурбанчи-Чайський,
- Набур-Джангійський,
- Нардаранський,
- Наріманкендський,
- Поладли-Дазький,
- Садафський,
- Сундуйський,
- Шихзахирли-Джейранкечмез-Іланлийський,
- Таклакський,
- Такла Мірзабабайський,
- Тасійський.